# Етель Ліна Вайт
Етель Ліна Вайт (англ. Ethel Lina White; 2 квітня 1876, Абергавенні, Уельс, Сполучене Королівство Великої Британії та Ірландії — 13 серпня 1944, Лондон, Англія, Велика Британія) — британська письменниця, поетеса, авторка психологічних детективів, чиї твори неодноразово екранізувалися — зокрема, Альфредом Гічкоком.

## Біографія
Народилася в Уельсі.
Ще у дитинстві Етель почала писати есе і вірші для дитячих видань. Пізніше почала писати й розповіді. Подорослішавши, працювала в міністерстві, але зрештою пішла з цієї роботи, щоб зайнятися виключно письменницькою творчістю. Найвідоміші свої романи написала вже в зрілому віці.
У 30-ті й 40-ві роки була однією з найбільш відомих англомовних детективних письменниць.
Такі її твори, як «Колесо крутиться» («The Wheel Spins») і «Хтось повинен поберегтися» («Some Must Watch») були екранізовані, перше — під назвою «Леді зникає», друга екранізація отримала назву «Гвинтові сходи». Пізніше були зняті рімейки обох картин.
Померла в 1944 році у віці 68 років.

## Переклади українською
- "Дама зникає", Видавництво "Жорж", ISBN 978-617-7579-79-2
- "Гвинтові сходи", Видавництво "Жорж", ISBN 978-617-7579-78-5